# Rašađ
Rašađ (mađ. Somogyhárságy, nje. Harschad) je selo u južnoj Mađarskoj.
Zauzima površinu od 30,97 km četvornih.

## Zemljopisni položaj
Nalazi se na 46° 10' sjeverne zemljopisne širine i 17° 47' istočne zemljopisne dužine. Luka je pola km sjeverozapadno, Vásárosbéc je 2,5 km sjeverozapadno, Gospojinci su 4,5 km sjeveroistočno, Laslov je 4 km istočno, Suliman je 3 km jugoistočno, Vislovo je 3 km južno, Somogyhatvan je 5,5 km jugozapadno. Jugozapadno od sela je ribnjak. Sjeverno od sela se nalazi zaštićeni krajolik Želic.

## Upravna organizacija
Upravno pripada Sigetskoj mikroregiji u Baranjskoj županiji. Poštanski broj je 7925. 
Rašađu pripada naselje Kishárságy.

## Povijest
U 18. stoljeću se u ovaj kraj doseljavaju Nijemci.
Posjede su ovdje imale plemićke obitelji Festetics, Zichy i ine.

## Kultura
- Rimokatolička crkva
- Mauzolej obitelji Festetics

## Stanovništvo
Rašađ ima 500 stanovnika (2001.). Većina su Mađari, a manjinsku samoupravu imaju Romi, koji čine 5 %, i Nijemci, kojih ima oko 2 %. Rimokatolika je preko 70 %, a kalvinista 5 %.

## Vanjske poveznice
- Rašađ na fallingrain.com